# Mauroux (Gers)
 Mauroux  (en occitano Maurós) es una población y comuna francesa, ubicada en la región de Mediodía-Pirineos, departamento de Gers, en el distrito de Condom y cantón de Saint-Clar.

## Demografía
| 157 | 151 | 133 | 103 | 104 | 113 |
| Para los censos de 1962 a 1999 la población legal corresponde a la población sin duplicidades (Fuente: INSEE [Consultar]) |     |     |     |     |     |